# Rhinella chullachaki
Rhinella chullachaki — вид жаб родини ропухових (Bufonidae). Описаний у 2021 році.

## Назва
Вид названо на честь Чулачаки — лісової істоти з міфології народів, що мешкають у джуглях Перу та Західної Бразилії. Чулачаки можуть перетворитися в будь-яку істоту та охороняти ліс, караючи людей, що діють необережно в лісі.

## Поширення
Ендемік Перу. Поширений у Національному парку Кордильєра-Асул.

## Опис
Самці завдовжки 42-44 мм, самиці невідомі. Спинка жовтувато-зелена з неправильними чорними та темно-коричневими мітками; живіт білий з чорними вкрапленнями та плямами; є чорні плями на вентральних поверхнях кінцівок та розсіяні чорні плями на горлі; райдужна оболонка бронзова з неправильною чорною сіткою.